# AmaZulu FC
AmaZulu Football Club (pur și simplu cunoscut sub numele de AmaZulu) este un club de fotbal profesionist sud-african cu sediul în orașul Durban din provincia KwaZulu-Natal, în prezent activează în Premier Soccer League - primul nivel al sistemului ligii de fotbal din Africa de Sud. Porecla clubului, Usuthu - este un strigăt de război zulu.

## Istoria clubului
Acesta este un strigăt de război zulu. În 1932, în orașul Umlazi, la sud-vest de Durban, muncitorii migranți zulu au fondat un club de fotbal numit Zulu Royals. Prezentat regelui Zulu de atunci, Solomon, acesta din urmă a acordat clubului dreptul de a folosi scutul ca logo, unul dintre simbolurile culturii Zulu, și a schimbat culorile echipei în albastru regal și alb. Ulterior numele s-a schimbat în Amazulu care înseamnă Zulus. Atașat culturii zulu, porecla a căzut peste usuthu. Conform tradiției, în 1851, prințul zulu Cetshwayo a adus înapoi ca pradă, după o expediție împotriva unui alt popor, bovine numite suthu. Acestea din urmă erau atunci mai impunătoare decât turma Zulu. Impresionați de forța lor, Cetshwayo și adepții săi s-au numit suthu. Când Cetshwayo a urcat pe tron în 1872, usuthu a devenit strigătul național al zulusilor. Ulterior, în timpul războiului din 1879 dintre Imperiul Britanic și Regatul Zulu, termenul de usuthu a fost strigătul de raliu al zulusilor.

## Palmares
| Național | Competiții | Cea mai bună clasare | Sezoane                            |
| -------- | ---------- | -------------------- | ---------------------------------- |
| Național | Prima ligă | Campioni             | 1972                               |
| Național | Prima ligă | Locul :              | 2021                               |
| Național | Prima ligă | Locul :              | 1974, 1986, 1993                   |
| Național | Cupa       | Finalistă :          | 1972, 1973, 1974, 1987, 1990, 2010 |
| Național | MTN 8      | Finalistă :          | 1977                               |
| Național | Cupa Ligii | Campioni             | 1992                               |